# Batalla de Varsòvia (1705)
La batalla de Varsòvia (també coneguda com a batalla de Rakowitz) va tenir lloc el 31 de juliol de 1705 prop de Varsòvia. Les forces sueques sota el comandament de Carl Nieroth derrotaren a l'exèrcit combinat polonès-lituà-saxó d'Otto Arnold Von Paykull.

## Antecedents
Dins de la Gran Guerra del Nord s'inclou la Guerra Civil a Polònia, entre les forces de la Confederació de Varsòvia, que donava suport al pretendent Stanisław Leszczyński, i la Confederació de Sandomierz, que donava suport al rei August II. Suècia donava suport a Leszczyski contra August, i envià un contingent de tropes per ajudar-lo, comandada per Carl Nieroth. El juliol de 1705 el comandant saxó Otto Arnold von Paykull i els seus aliats de la Confederació de Sandomierz decidien atacar les forces sueques, numèricament inferiors, partidàries de Leszczyski.
La batalla fou part del pla de campanya creat per Johann Patkul i Otto Arnold von Paykull per aixafar l'exèrcit de Carles XII a través d'una sèrie d'atacs combinats: el general rus Boris Sheremetev s'havia d'enfrontar als suecs d'Adam Ludwig Lewenhaupt a Curlàndia i allà batre'l per assegurar la marxa de Georg Benedict Ogilvy, cap a la important fortalesa de Hrodna. Allà Ogilvy creia que podria resistir Carles prou temps perquè l'exèrcit saxó de Joan Maties del Schulenburg per flanquejar a través de Cracòvia, per posteriorment atacar els suecs des de la rereguarda - creant un moviment estratègic de Martell i enclusa, juntament amb les tropes d'Ogilvy a Hronda. Simultàniament, Paykull encapçalaria una força amb saxons, polonesos i lituans envers Varsòvia per impedir la coronació de Stanisław Leszczyński.
El pla va ser executat el juliol de 1705 per Pere el Gran, i amb una força superior de 120.000 soldats aliats contra només 40.000 suecs, els russos llançaren el seu primer assalt segons el pla. El general atacà a Sheremetev a la Batalla of gemauerthof el 26 de juliol. Tanmateix, els suecs pogueren rebutjar l'atac, els russos patiren baixes significatives i s'hagueren de retirar a Riga. Paykull llavors marxà amb el seu exèrcit combinat saxó-polonès-lituà contra les tropes de Carl Nieroth que protegia Varsòvia - ambdós exèrcits toparen prop de Varsòvia, just cinc dies després de la batalla de Gemauerthof.

## Forces en conflicte
Les forces sueques constaven de tres regiments de cavalleria i una petita força de 60 infants. La mida total de l'exèrcit suec a les ordres de Carl Nieroth estava al voltant de 2.000 homes. L'exèrcit polonès-lituà-saxó constava de 3.500 cuirassiers de l'saxons i 6.000 homes de cavalleria polonesos. El seu comandant principal era el general saxó Otto Arnold Von Paykull; les forces poloneses i lituanes eren comandades per Stanisaw Chomtowski, Stanisaw Rzewuski, Adam Mikoaj Sieniawski, Micha Serwacy Winiowiecki i Stanisaw Ernest Denhoff.

### Escaramusses inicials
Els suecs enviaren dues forces de reconeixement amb 180 homes cada una. Un destacament de 20 homes d'un d'ells, dirigits per Bonde, ensopegà amb una unitat de 500 homes de l'avantguarda de l'exèrcit polonès el vespre del 30 de juliol. La unitat estava intentant creuar el Vístula. Bonde ordenà una sobtada càrrega contra la unitat que estava creuant el riu, però fallà i causà una massacre degut a la gran diferència numèrica entre ambdós bàndols. Més tard, els 160 genets restants d'un destacament carregaren novament sobre 5.000 polonesos, però sense èxit. Una part de la cavalleria sueca aconseguí retornar a les seves línies i informar de la situació.

## Confrontació principal

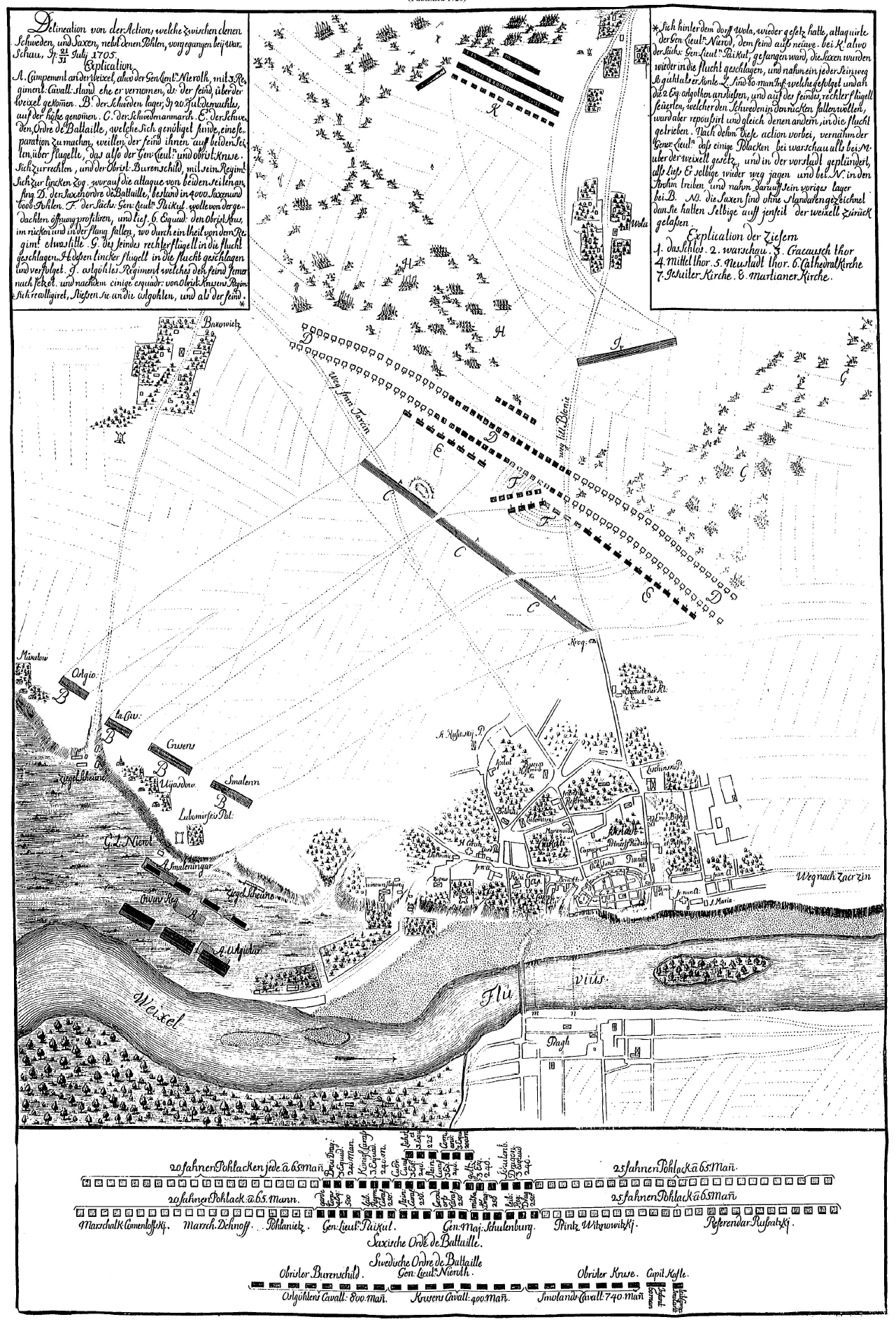
Pla de batalla inicial

El 31 de juliol, els dos exèrcits s'encaraven l'un amb l'altre als afores de Varsòvia. Nieroth va decidir carregar contra la força polonesa numèricament superior. La càrrega es dividí en dues ales perquè l'exèrcit suec estava encerclat en part. L'ordre de batalla suec era el següent: a la dreta el Regiment de Cavalleria d'Upplands(400 homes), al centre el Regiment de Cavalleria de Smålands (740 homes), i el Regiment de Cavalleria d'Östgöta (800 homes) al flanc esquerre suec. Els infants suecs, 60 homes del Regiment d'Infanteria de Skaraborgs, s'amagà en un camp de sègol alt de manera que poguessin realitzar atacs per sorpresa sobre els saxons més tard.
La càrrega sueca inicial feta pel regiment de cavalleria de Smålands va tenir tant d'èxit que aconseguiren derrotar 3.000 genets lituans, i els perseguiren durant 20 quilòmetres. Tanmateix, els altres regiments suecs tingueren problemes després dels èxits incials; Paykull ordenà un atac a través del centre de les línies sueques contra els flancs i la rereguarda sueques. Sis esquadrons saxons giraren cop i volta a l'esquerra a través del centre i prengueren cavalleria d'Upplands pel flanc mentre estaven avançant, provocant ek desordre en la unitat. La cavalleria d'Östgöta sueca al flanc esquerre també fou flanquejada, llavors carregaren contra la majoria de la cavalleria saxona que intentava per trencar el centre suec, els 3,000 saxons aconseguiren mantenir-se fins que els polonesos els reforçaren. Els polonesos ràpidament executaren diverses càrregues sobre el flanc i la rereguarda del regiment suec mentre aquest estava lluitant amb els saxons al front. Sorprenent, la cavalleria d'Östgöta sortir de la seva vulnerable posició trencant el front saxó i posant-los en fuga.
El regiment d'Upplands al flanc dret havia aconseguit rebutjar l'atac saxó al flanc, i juntament amb el regiment d'Östgöta, ara reprenien l'atac contra els saxons. La infanteria sueca que s'amagava en el sègol alt també realitzà un atac per sorpresa i va disparar una salva contra els saxons que estaven refent les seves línies i poc després l'exèrcit aliat fou derrotat.

### Final de la batalla
Havien mort al voltant de 150 suecs i 150 més havien estat ferits en la batalla, mentre que al voltant de 500 saxons i polonesos havien mort i al voltant de 1.000 estaven ferits. Uns 300 polonesos també s'havien ofegat al Vístula en la fase final de la batalla mentre els perseguien. Alguns membres de les forces aliades foren capturats, el més notable, el General von Paykull. Els suecs també havien capturat documents importants incloent-hi cartes de Johann Patkul i Otto Arnold von Paykull sobre la campanya en contra dels suecs, que informaven d'un possible atac de Pere I contra Varsòvia per destronar Stanisaw Leszczyski. Carles XII marxà amb el seu exèrcit per assegurar la coronació de Leszczyski, i l'efecte sorpresa de la campanya aliada fallà.